# Aria condizionata (programma radiofonico)
Aria condizionata è stata una trasmissione radiofonica del pomeriggio estivo di Radio 2 condotta da Federico Bianco e Matteo Caccia.

## Storia
Andò in onda per la prima volta nel giugno 2003 in diretta dagli studi della Rai di Trento, alle 17, coprendo la stessa fascia oraria della trasmissione Caterpillar.
Nel corso delle quattro edizioni del programma (dal 2003 al 2006) collaborarono alla trasmissione: Marcella Volpe, Ernesto Goio, Marina Senesi (già Caterpillar), Cinzia Spanò e Paola Dall'Olio.
Nel 2005 la trasmissione cambiò sede e orario trasferendosi dagli studi del Trentino a quelli di Milano e andò in onda alle 18.

## Contenuti
Aria condizionata fu un programma che alternò intrattenimento ed informazione. Tra le numerose rubriche fu nota The last minute, momento dedicato alle telefonate degli ascoltatori che pubblicizzarono gli eventi e le manifestazioni della serata o del weekend nel proprio paese.
Gli interventi comici di ogni puntata vederono come protagonista Vito Miccolis (già autore del programma) che propose numerosi personaggi; tra questi: Chicco Palizzi, Vito dj, Leonardo Cagnardo, Tom Brosky, Pino Macrì.

## Sigle
Le sigle di apertura e di chiusura della trasmissione furono eseguite dall'Orchestra di Ritmi Moderni "Arturo Piazza" e cantate dallo stesso conduttore Federico Bianco.